# A Kiss in the Dreamhouse
A Kiss in the Dreamhouse — п'ятий студійний альбом британського рок-гурту Siouxsie and the Banshees, випущений 5 листопада 1982 року лейблом Polydor Records. Платівка ознаменувала зміну музичного напрямку, оскільки гурт вперше використав струнні інструменти та експериментував у студії. Гітарист Джон Макгіох грав на більшій кількості інструментів, включаючи блокфлейту і піаніно. За словами Джуліана Маршалека з видання The Quietus, цей реліз довів, що Banshees є «одним з найкращих британських психоделічних гуртів».

## Трек-лист
Автор слів Сьюзі Сью, за винятком зазначених, автор музики Siouxsie and the Banshees (Сьюзі, Стівен Северін, Джон Макгіох, Баджі). 
| Сторона 1 | Сторона 1          | Сторона 1  | Сторона 1  |
| #         | Назва              | Автор слів | Тривалість |
| --------- | ------------------ | ---------- | ---------- |
| 1.        | «Cascade»          | Северін    | 4:25       |
| 2.        | «Green Fingers»    |            | 3:33       |
| 3.        | «Obsession»        |            | 3:51       |
| 4.        | «She's a Carnival» | Северін    | 3:39       |
| 5.        | «Circle»           |            | 5:22       |

| Сторона 2 | Сторона 2      | Сторона 2  | Сторона 2  |
| #         | Назва          | Автор слів | Тривалість |
| --------- | -------------- | ---------- | ---------- |
| 6.        | «Melt!»        | Северін    | 3:47       |
| 7.        | «Painted Bird» |            | 4:15       |
| 8.        | «Cocoon»       |            | 4:29       |
| 9.        | «Slowdive»     |            | 4:24       |

| Бонус-треки ремастированого CD-перевидання 2009 року | Бонус-треки ремастированого CD-перевидання 2009 року | Бонус-треки ремастированого CD-перевидання 2009 року | Бонус-треки ремастированого CD-перевидання 2009 року |
| #                                                    | Назва                                                | Автор слів                                           | Тривалість                                           |
| ---------------------------------------------------- | ---------------------------------------------------- | ---------------------------------------------------- | ---------------------------------------------------- |
| 10.                                                  | «Fireworks» (12" version)                            | Северін                                              | 4:32                                                 |
| 11.                                                  | «Slowdive» (12" version)                             |                                                      | 5:49                                                 |
| 12.                                                  | «Painted Bird» (Workhouse demo)                      |                                                      | 3:49                                                 |
| 13.                                                  | «Cascade» (Workhouse demo)                           | Северін                                              | 4:32                                                 |

## Персоналії

### Siouxsie and the Banshees
- Сьюзі Сью — вокал, дзвіночки на «Obsession», продюсування
- Стівен Северін — бас-гітара, шестиструнна бас-гітара на «Slowdive», орган на «Painted Bird», продюсування
- Джон Макгіох — гітара, клавішні на «Cocoon», «Circle» і «Cascade», блокфлейта на «Green Fingers», продюсування
- Баджі — барабани, перкусія, губна гармоніка на «Slowdive», продюсування

### Додатковий персонал
- Керолайн Лавель — віолончель на «Obsession»
- Елісон Бріггс — віолончель на «Obsession»
- Енн Стівенсон — скрипка на «Obsession» і «Slowdive»
- Вірджинія Г'юз — скрипка на «Obsession» і «Slowdive»

### Продакшн і оформлення
- Майк Хеджес — звукорежисер
- Rocking Russian — дизайн обкладинки
- Майкл Костіфф — фото обкладинки

## Чарти
| Чарт (1982—1983)                                     | Пікова позиція |
| ---------------------------------------------------- | -------------- |
| Нова Зеландія New Zealand Albums (Recorded Music NZ) | 19             |
| Швеція Swedish Albums (Sverigetopplistan)            | 47             |
| Велика Британія UK Albums (OCC)                      | 11             |

## Сертифікації
| Регіон                                             | Сертифікація | Продажі |
| -------------------------------------------------- | ------------ | ------- |
| Велика Британія (BPI)                              | Срібний      | 60 000^ |
| ^відвантаження, що базуються лише на сертифікаціях |              |         |